# Virginia Farmer
Virginia Farmer (née le 19 octobre 1975 à  San Luis Obispo) est une nageuse samoane américaine.
Choisie avec Stewart Glenister pour représenter le petit pays en natation, elle s'inscrit sur 50 mètres nage libre. Elle finit 3e de la série 4 avec un chrono de 28.82 secondes. Elle n'est pas qualifiée pour les demi-finales terminant au général au 62e rang.